# Es Cavall d'En Borràs
La playa de Es Cavall d'En Borràs está situada en el norte de la isla de Formentera, en la comunidad autónoma de las Islas Baleares, España.
Es área protegida del tipo ANEI.